# Druid (videogioco)
Druid è un videogioco per Commodore 64, in seguito convertito anche per Atari 8-bit, Amstrad CPC, Tatung Einstein e ZX Spectrum, pubblicato dalla Firebird Software nel 1986. Una conversione giapponese intitolata "ドルイド 恐怖の扉" (Druid: Kyōfu no Tobira) è stata resa disponibile per Famicom Disk System dalla Jaleco nel 1988, e anche su MSX.
Il design originale della versione Commodore 64 è curato da Dene Carter, il codice da Andrew E. Bailey e la musica da David M. Hanlon.

## Trama
Druid è il primo di una serie di videogiochi fantasy, in cui il giocatore controlla il personaggio di Hasrinaxx, un druido che sta cercando di liberare il mondo dal male di Acamantor e del suo esercito di demoni.

## Modalità di gioco
Hasrinaxx deve viaggiare attraverso numerosi livelli con visuale isometrica e scorrimento multidirezionale. Il primo livello è un paesaggio normale, e quelli successivi sono sotterranei, ognuno più profondo del precedente. Ogni livello è infestato da nemici diversi, come fantasmi, insetti giganti e demoni. Hasrinaxx può combattere questi nemici con tre armi diverse: acqua, fuoco ed elettricità, ma tutti sono disponibili in una fornitura limitata, e non sono ugualmente efficaci su tutti i nemici. Hasrinaxx può anche invocare il Golem per aiutarlo, o diventare invisibile per brevi periodi.

## Serie
I seguenti sono i giochi che fanno parte della serie:
- Druid
- Druid II: Enlightenment
- Warlock: The Avenger